# Formigas esclavagistas

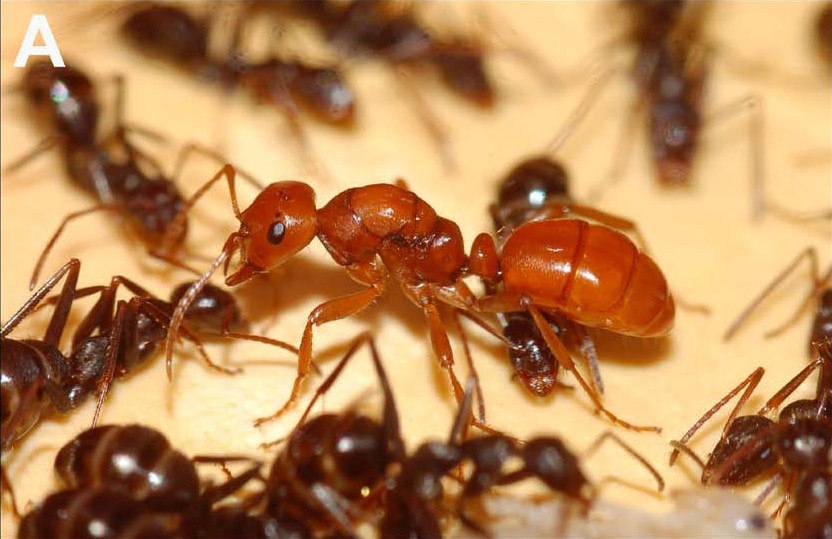
Rainha e crias da esclavagista Polyergus lucidus com obreiras Formica archboldi

Formigas esclavagistas são parasitas de ninhada que capturam as crias (como larvas ou pupas) de outras espécies de formigas para aumentar a força de trabalho do formigueiro. Após emergirem das pupas no formigueiro da espécie esclavagista, as formigas obreiras escravas trabalham como se estivessem na sua própria colónia, enquanto as obreiras esclavagistas dedicam-se a manter e substituir a força de trabalho através de ataques a formigueiros vizinhos das espécies parasitadas, a fim de capturar mais larvas e pupas.